# Rafael Serrano Fernández
Rafael Serrano Fernández (Tomelloso, Castilla-La Mancha, 15 de julio de 1987) es un ciclista español.

## Carrera deportiva
Debutó como profesional en el 2007 con el equipo Saunier Duval.
Disputó el Campeonato Mundial de Ciclismo en Ruta de 2007, 2008 y 2009 en la categoría sub-23 y además obtuvo el Campeonato de España Contrarreloj de dicha categoría.

## Palmarés
2010
- 1 etapa del Tour de Azerbaiyán
- 1 etapa del Tour de Beauce

## Equipos
- Saunier Duval (2007)
- Contentpolis-AMPO (2008-2009)
- Heraklion Kastro-Murcia (2010)[2]